# إلويس بلاين كرام
إلويس بلاين كرام (بالإنجليزية: Eloise Blaine Cram)‏‏(1896- 9 فبراير 1957) هي أخصائية أمريكية في علم الحيوان وعلم الطفيليات.
من عام 1920 حتى عام 1936 كانت إلويس بلاين كرام أخصائية في علم الحيوان في مكتب وزارة الزراعة الأمريكية للصناعة الحيوانية (BAI) حيث اكتسبت مكانة بارزة كسلطة عالمية على طفيليات الدواجن، كما أصبحت في نهاية المطاف كبيرة العلماء في BAI للتحقيق في الطفيليات في الدواجن وطيور الصيد، في عام 1936 تولت كرام منصبًا في مختبر علم الحيوان بالمعهد الوطني للصحة.

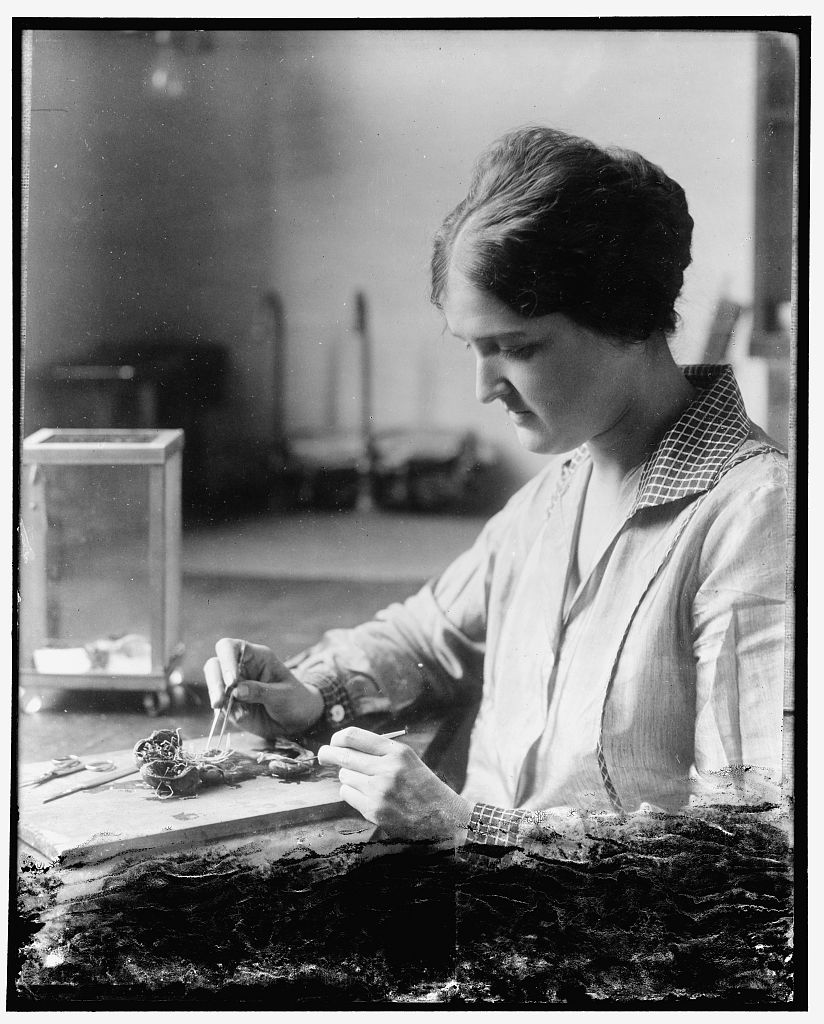
صورة تُظهر إلويس بلاين كرام وهي تقوم بإحدى تجاربها 18 نوفمبر 1930.

## السيرة الذاتية
ولدت كرام في دافنبورت في أيوا عام 1896، وهي ابنة الصحفي البارز رالف وارين كرام ومابيل (لافنتشر) كرام، تخرجت في فاي بيتا كابا من جامعة شيكاغو عام 1919، وحصلت على درجة الدكتوراه من جامعة جورج واشنطن عام 1925.
في عام 1920 دخلت كرام الخدمة الحكومية كأخصائية في علم الحيوان لمكتب وزارة الزراعة الأمريكية والصناعة الحيوانية (BAI) حيث أصبحت مشهورة تمتلك مكانة بارزة كسلطة عالمية على طفيليات الدواجن، ثم ارتقت في نهاية المطاف إلى منصب كبير العلماء للتحقيق في الطفيليات دواجن وطيور الصيد، في عام 1936غادرت كرام BAI لتتولي منصبًا في مختبر علم الحيوان للمعاهد الوطنية للصحة في بيثيسدا بولاية ماريلاند حيث بقيت حتى تقاعدها في عام 1956.
أثناء وجودها في المعاهد الوطنية للصحة (NIH) ساهمت كرام في الدراسة العلمية لداء السرميات والطفيليات الأخرى في البشر، ولكن مساهمتها الرئيسية في علم الطفيليات والعلوم بشكل عام كانت بحثها الرائد في كبح مرض داء البلهارسيا (داء الكبد) المتوطن في المناطق الاستوائية، وقالت أنها حققت اختراق الاكتشافات المتعلقة بدورات الحياة ونواقل من القواقع الرئيسية لنقل المرض القاتل في كثير من الأحيان إلى البشر مما يساعد في الحد من تكاليف الرعاية الصحية الدولية من المرض، وبحلول تقاعدها أنتجت كرام أكثر من 160 ورقة ودراسة حول مواضيع مختلفة تتعلق بالطفيليات الحيوانية، وأصبحت تمتلك سلطة دولية في أمراض الديدان الطفيلية، وكانت تعمل في مختبر NIH على الأمراض الاستوائية، في عام 1955-أي قبل عام من تقاعدها- عملت فترة كرئيسة المرأة الوحيدة للجمعية الأمريكية لعلم الطفيليات، تُتَذكَّر كرام بسبب مثابرتها العالية إلى جانب التحمل الصبور لخيبات الأمل والقدرة على التغلب على الصعوبات التي واجهتها في البحث واستمرار الجهد القوي من أجل التوصل إلى حلول لمشاكل محيرة لتكريس حياتها بشكل غير مقصود لدراسة الطفيليات البشرية والحيوانية، وتألقها المبهج والفكاهي وتركيزها الحاد الذي استمر حتى مع اقترابها من نهاية حياتها في مواجهة مرض موهن.
توفت كرام بسبب سرطان العظام في سان دييغو بكاليفورنيا، في 9 فبراير 1957، دُفنت في حدائق أوكديل التذكارية في دافنبورت في أيوا.

## البحث
تحتفظ المجموعة الخاصة بالمكتبة الزراعية الوطنية بمجموعة من أوراق إلويس كرام والتي تشتمل على مراسلات وصور ومقالات علمية والعديد من الأشياء العابرة المتعلقة بالحياة المهنية والعمل للعديد من العلماء الذين يستخدمهم مكتب وزارة الصناعة الحيوانية التابع لوزارة الزراعة الأمريكية والمعاهد الوطنية للصحة (NIH)، تمتد المجموعة من 1853-1991 على الرغم من أن الجزء الأكبر من المواد يركز على فترة عمل هؤلاء الأفراد في هاتين الوكالتين من 1884 إلى الخمسينات.